# تشارلز هنري شابمان
تشارلز هنري شابمان (بالإنجليزية: Charles Henry Chapman)‏ هو سياسي نيوزلندي، ولد في 1876 في لندن في المملكة المتحدة، وتوفي في 1957 في ويلينغتون في نيوزيلندا. حزبياً، نشط في حزب العمال النيوزيلندي. وقد انتخب عضو مجلس النواب النيوزيلندي.